# Andando (álbum de Diego Torres)
Andando es el nombre del sexto álbum de estudio grabado por el cantautor argentino Diego Torres, Fue lanzado al mercado bajo el sello discográfico Sony BMG Norte el 15 de agosto de 2006. El álbum vendió 600.000 copias en todo el mundo.

## Información del disco
Diego Torres coescribió y produjo todo el álbum que fue precedido por el sencillo "Andando", al que le siguió el primer sencillo  "Abriendo caminos", con el cantautor dominicano Juan Luis Guerra, que llegó a alcanzar el número 30 en las canciones de Billboard Top Latin. El tercer y último sencillo fue  "Hasta cuándo".

## Lista de canciones
| N.º | Título                                      | Escritor(es)                               | Duración |  |
| 1.  | «Andando»                                   | Diego Torres · Afo Verde                   | 4:44     |  |
| 2.  | «A veces»                                   | Diego Torres · Luis Cardoso                | 4:04     |  |
| 3.  | «Hasta cuándo»                              | Diego Torres · Alex Batista                | 4:10     |  |
| 4.  | «Abriendo caminos» (con Juan Luis Guerra)   | Diego Torres · Luis Cardoso                | 4:14     |  |
| 5.  | «Sé»                                        | Diego Torres                               | 4:28     |  |
| 6.  | «Ay! no te vayas»                           | Diego Torres · Alex Batista · Luis Cardoso | 4:15     |  |
| 7.  | «Como un haz de luna»                       | Diego Torres · Dany Tomas                  | 4:19     |  |
| 8.  | «Búscame»                                   | Diego Torres · Rolfi Calahorrano           | 4:01     |  |
| 9.  | «Por la escalera»                           | Diego Torres · Joaquín Sabina              | 4:10     |  |
| 10. | «Amores que matan»                          | Diego Torres · Pablo Etcheverry            | 4:52     |  |
| 11. | «Después de ti»                             | Diego Torres · Luis Cardoso                | 4:35     |  |
| 12. | «Volver»                                    | Diego Torres · Alex Batista · Luis Cardoso | 4:35     |  |
| 13. | «Por ser como soy (Ranchera)» (Bonus track) | Diego Torres · Afo Verde                   | 4:43     |  |

## Posicionamiento en listas

### Mensuales
| Listas (2006)     | Mejor posición |
| ----------------- | -------------- |
| Argentina (CAPIF) | 1              |

## Premios y nominaciones

### Calificaciones
| Chart (2006)                    | Posición alta |
| ------------------------------- | ------------- |
| Argentina Albums Chart          | 1             |
| Spanish Albums Chart            | 9             |
| U.S. Billboard Top Latin Albums | 63            |

### Certificados
| Country   | Provider | Certifications (List of music recording sales certifications sales thresholds) |
| --------- | -------- | ------------------------------------------------------------------------------ |
| Argentina | CAPIF    | Platinum                                                                       |

## Músicos
- Diego Sánchez - chelo
- Diego Torres - chorus, rap, didgeridoo, vocals, realization, producer
- Luis Mansilla - engineer
- Pablo Etcheverry -piano, programming, hammond organ, keyboards
- Lucho González - arranger, direction
- Gabe Witcher - violín
- Afo Verde - guitar, A&R, armónica
- Brigitta Danko - violín
- Claudio Divella - photography
- David Amaya - flamenco guitar
- Magalí Bachor - chorus
- Fabián Bertero - violín
- Martin Valenzuela - assistant
- Jorge Bergero - chelo
- Rolfi Calahorrano - wind arrangements, arranger, charango, sax, tenor sax, fender rhodes, piano
- Luis Cardoso - electronics, programming, nylon string guitar, acoustic guitar
- Scott Conrad - production assistant
- Juan Escalona - trombone
- Fabrizio Lazzaro - executive producer, personal manager
- Alexander Batista - transverse flute, chorus
- Juan Armani - assistant
- Martin Bosa "Tucán" - keyboards, programming
- Carlos Goméz - drum technician
- Gustavo Borner - mastering, engineer